# The Greg Kihn Band
A The Greg Kihn Band amerikai rock/pop rock//power pop együttes, amelyet Greg Kihn és Steve Wright alapítottak 1976-ban, San Franciscóban. Legismertebb dalaik a "The Breakup Song (They Don't Write 'Em)" és a "Jeopardy".

## Tagok
- Greg Kihn – ének, gitár (1976–)
- Ry Kihn – gitár (1996–)
- Robert Berry – basszusgitár (1996–)
- Dave Danza – dob (1996–)
- Dave Medd – billentyűk (1996–)

### Korábbi tagok
- Steve Wright – basszusgitár (1976–1996; 2017-ben elhunyt)
- Larry Lynch – dob (1976–1986)
- Robbie Dunbar – gitár (1976–1977)
- Dave Carpender – gitár (1977–1983; 2007-ben elhunyt)
- Gary Phillips – billentyűk (1981–1986; 2007-ben elhunyt)
- Greg Douglass – gitár (1983–1986)
- Tyler Eng – dob (1986–1996)
- Dennis Murphy – basszusgitár (2004–2008)
- Pat Mosca – billentyűk (1986–1996)
- Joe Satriani – gitár (1986–1987)
- Jimmy Lyon – gitár (1987–1996)

## Diszkográfia
- 1976: Greg Kihn
- 1977: Greg Kihn Again
- 1978: Next of Kihn
- 1979: With the Naked Eye
- 1980: Glass House Rock
- 1981: RocKihnRoll
- 1982: Kihntinued
- 1983: Kihnspiracy
- 1984: Kihntagious
- 1985: Citizen Kihn
- 1986: Love and Rock and Roll
- 1989: Kihnsolidation
- 1991: Unkihntrollable (Greg Kihn Live)
- 1992: Kihn of Hearts
- 1994: Mutiny
- 1996: King Biscuit Flower Hour
- 1996: Horror Show
- 2000: True Kihnfessions
- 2004: Jeopardy
- 2006: Greg Kihn Live, Featuring Ry Kihn
- 2011: Kihnplete (Post Beserkley Records)
- 2012: Greg Kihn Band: Best of Beserkley, 1974–1985
- 2017: Rekihndled